# XO-2 S b
XO-2 Sb est une des deux planètes connues en orbite autour de XO-2 S, l’étoile la plus au sud du système binaire XO-2.
Elle a été détectée par la méthode des vitesses radiales en 2014.